# Nemško-poljski odnosi
Nemško-poljski odnosi se nanašajo na odnose med Nemčijo in Poljsko. Te odnose je zaznamovala obsežna in zapletena zgodovina.
Od 10. stoletja naprej je imelo Poljsko kraljestvo, ki ji je vladala dinastija Pjastov in je bilo ustanovljeno pod vojvodo Mješkom I., tesne in razgibane odnose s Svetim rimskim cesarstvom. Vendar pa so te odnose v poznem srednjem veku zasenčili tako širitev Brandenburške mejne grofije proti vzhodu na poljsko ozemlje kot večstoletne poljsko-tevtonske vojne, zaradi katerih je Meniška država Tevtonskega viteškega reda postala del in fevd Kraljevine Poljske, kasneje s soglasjem poljskega kralja preoblikovana v posvetno vojvodino Prusko. Prusija je pod poljsko oblastjo ohranila določeno stopnjo avtonomije. Kasneje se je Kraljevina Prusija dvignila in sčasoma postala ena od treh držav, ki so si razdelile Poljsko v letih 1772–1795. Po delitvah so se izvajale različne protipoljske politike, vključno s kulturnim bojem, ponemčevanjem in izgonom Poljakov. To obdobje je zaznamovalo tudi več poljskih vstaj proti pruski oblasti, vključno z velikopoljsko vstajo leta 1848 med evropskimi revolucijami leta 1848. 
Po prvi svetovni vojni, leta 1918, je Poljska ponovno pridobila neodvisnost in svoje mesto na zemljevidu. Po Versajski pogodbi je Poljska ponovno pridobila večino ozemelj, ki jih je Prusija izgubila pri delitvah Poljske, in dele ozemelj, izgubljenih še prej, medtem ko je Gdańsk (Danzig) postal svobodno mesto v carinski uniji s Poljsko. V Weimarski republiki so to videli kot veliko krivico, ki je deloma vodila do nacističnega prevzema oblasti leta 1933. 1. septembra 1939 je Poljsko napadla Nemčija in tako sprožila drugo svetovno vojno. Tretji rajh je ustanovil koncentracijska taborišča v okupirani Poljski, največja v Auschwitzu. Poljska je med vojno utrpela okoli 6 milijonov žrtev in ogromno materialno škodo, saj je Nemčija poskušala izvesti genocid nad poljskim, judovskim in romskim prebivalstvom. Zaradi druge svetovne vojne in odločitve velikih treh zaveznikov je Poljska izgubila vzhodno polovico svojega ozemlja, ki si ga je priključila Sovjetska zveza, v zameno pa je dobila večino predvojnih vzhodnih ozemelj Nemčije, ki jih je imela prej pred izgubo, bodisi pri delitvah Poljske ali prej. V letih 1945–1950 se je zgodila vrsta begov in izgonov, v katerih je bilo do 11 milijonov etničnih Nemcev prisiljenih zapustiti svoje domove na Poljskem in se preseliti v povojno Zahodno in Vzhodno Nemčijo. To je bilo največje prisilno gibanje katerega koli prebivalstva v zgodovini.
V času hladne vojne so bili odnosi med komunističnima državama Ljudsko republiko Poljsko in Nemško demokratično republiko dobri. Po drugi strani so bili poljsko-zahodnonemški odnosi napeti, čeprav so se izboljšali, potem ko je kancler Willy Brandt uvedel t. i. »vzhodno politiko« (Ostpolitik). Leta 1990 se je Nemčija ponovno združila in s pogodbo potrdila poljsko-nemško mejo na črti Odra–Lužiška Nisa. Obe državi sta zdaj zaveznici in članici Nata in Evropske unije, ki imata odprto mejo in sta članici enotnega evropskega trga. Obe državi sta tudi članici OECD-ja, Sveta Evrope, Sveta držav Baltskega morja in HELCOM-a. Nekoč slabi odnosi med Poljsko in Nemčijo so se preoblikovali v strateško partnerstvo. 